# تنسيقية شباب الأحزاب والسياسيين
أعلن تأسيسها في أبريل 2018، عقب دعوة الرئيس المصري عبد الفتاح السيسي لتنمية الحياة السياسية، ودشنت التنسيقية لتكون منصة حوارية بين الشباب من مختلف التيارات السياسية.

## أهداف التنسيقية
أعلنت التنسيقية منذ اليوم الأول لتأسيسها أن هدفها، تقوية الأحزاب، وإيجاد قنوات ومساحات اتصال وتقارب مع الدولة، من خلال المشاركة بأوراق عمل ومقترحات ومشروعات قوانين، أو الحوار المباشر مع المسئولين، بالإضافة إلى الحوارات المجتمعية، وعرض الرؤى.

## أعضاء التنسيقية
تضم التنسيقية في عضويتها مجموعة من الشباب السياسى وممثلين لمجموعة من الأحزاب السياسية يصل عددهم إلى 26 حزباً من مختلف الأطياف السياسية.

### الأحزاب السياسية
|  | الحزب                      |  | الحزب                             |  | الحزب                      |
|  | حزب مستقبل وطن             |  | حزب المصريين الأحرار              |  | حزب الوفد الجديد           |
|  | حزب المؤتمر المصري         |  | حزب مصر الحديثة                   |  | حزب الحرية المصري          |
|  | حزب التجمع                 |  | الحزب المصري الديمقراطي الاجتماعي |  | حزب الحركة الوطنية المصرية |
|  | حزب الشعب الجمهوري         |  | حزب مصر بلدي                      |  | حزب حماة الوطن             |
|  | حزب حقوق الانسان والمواطنة |  | حزب إرادة جيل                     |  | حزب الريادة                |
|  | حزب النور                  |  | حزب الجيل الديمقراطي              |  | حزب الإصلاح والتنمية       |
|  | حزب الإصلاح والنهضة        |  | حزب السادات الديمقراطي            |  | حزب المحافظين              |
|  | حزب الأتحاد                |  | الحزب العربي الديمقراطي الناصري   |  | حزب الأحرار الدستوريين     |
|  | حزب الغد                   |  | حزب العدل                         |  |                            |

### نواب المحافظين
في نوفمبر 2019 تم تعيين أول دفعة من نواب المحافظين الشباب من أعضاء التنسيقية  وهم:
- إبراهيم ناجي الشهابي - نائب محافظ الجيزة
- محمد موسي - نائب محافظ المنوفية
- بلال حبش - نائب محافظ بني سويف
- هيثم الشيخ - نائب محافظة الدقهلية
- حازم عمر - نائب محافظ قنا
- عمرو عثمان - نائب محافظ بورسعيد

### أعضاء مجلس الشيوخ
| - محمد عزمي - حزب الحركة الوطنية - عمرو عزت - حزب التجمع - محمد عمارة - حزب الشعب الجمهوري - محمد السباعي - حزب مصر الحديثة | - محمد فريد - مستقل - سها سعيد - مستقل - محمود القط - حزب حماة الوطن - أكمل نجاتي - مستقل | - أحمد القناوي - حزب العدل - أحمد فوزي - حزب مستقبل وطن - هيام فاروق - مستقل - نهي أحمد زكي - مستقل | - راجية الفقي - مستقل - رامي جلال عامر - مستقل - علاء مصطفي - حزب الإصلاح والنهضة - محمود تركي - حزب النور |

### أعضاء مجلس النواب
شاركت تنسيقية شباب الأحزاب والسياسيين ب 28 مرشح في انتخابات مجلس النواب المصري 2020 علي القائمة الوطنية من أجل مصر  وهم:
قطاع القاهرة وجنوب ووسط الدلتا
- محمد عبد العزيز - مستقل
- أحمد فتحي - مستقل
- محمود بدر - مستقل
- أميرة العادلي - مستقل
- أميرة صابر - الحزب المصري الديمقراطي الإجتماعي
- مي كرم جبر - مستقل
- مرثا محروس - حزب حماة الوطن
- أحمد زيدان - حزب حماة الوطن
- محمد تيسير مطر - حزب إرادة جيل
- مارسيل سمير - حزب التجمع
- طارق الخولي - حزب مستقبل وطن
- عمرو يونس - مستقل
- عمرو درويش - مستقل
- هيام الطباخ - مستقل

قطاع غرب الدلتا
- رحاب عبد الغني - مستقل
- محمد إسماعيل - مستقل
- خالد بدوي - مستقل
- رشا فايز كليب - مستقل
- دعاء عريبي - حزب المؤتمر

قطاع شرق الدلتا
- إيمان الألفي - مستقل
- أحمد مقلد - حزب المؤتمر
- نادر مصطفي - مستقل
- هادية حسني - مستقل

قطاع الجيزة والصعيد
- غادة علي - مستقل
- نشوي الشريف - مستقل
- رشا أبو شقرة - حزب الوفد
- علاء عصام - حزب التجمع
- أحمد رمزي - مستقل
- عماد خليل
- آية مدني
- منال هلال
- هدي عامر

## أنشطة التنسيقية

### المشاركات الرسمية
- منتدي شباب العالم - نوفمبر 2018
- المؤتمر الوطني الخامس للشباب - فندق الماسة (2018)
- المؤتمر الوطني السادس للشباب - جامعة القاهرة (2018)
- المؤتمر الوطني السابع للشباب - فندق الماسة (2019)[5]
- المؤتمر الوطني الثامن للشباب - قاعة المنارة (سبتمبر 2019)[6]
- ملتقي الشباب العربي والإفريقي - مارس 2019 [7]
- منتدي شباب العالم - ديسمبر 2019[8][9]
- منتدي شباب العالم - يناير 2022